# Xã Chase, Michigan
Xã Chase (tiếng Anh: Chase Township) là một xã thuộc quận Lake, tiểu bang Michigan, Hoa Kỳ. Năm 2010, dân số của xã này là 1.137 người.